# ACCO Brands
ACCO Brands Corporation es una empresa multinacional estadounidense y uno de los diseñadores, fabricantes y comercializadores de productos empresariales, tecnológicos, académicos y de consumo de primera calidad del mundo.  Fue creada mediante la fusión de ACCO World de Fortune Brands con General Binding Corporation (GBC). 

## Historia
En 1903, Fred J. Kline fundó Clipper Manufacturing Company (un fabricante de clips ) en Long Island, Nueva York. En 1910, la empresa se convirtió en American Clip Company y utilizó por primera vez el nombre "ACCO" como inicial, que se convirtió en el nombre formal de la empresa en 1922. Después de muchas adquisiciones, ACCO salió a bolsa en 1983 y fue adquirida en 1987 por American Brands (más tarde Fortune Brands).
En 1990, ACCO adquirió Hetzel en Alemania,  una empresa que vendía productos de papelería.  En 1992, se creó ACCO UK a partir de la integración de ACCO Europe y Rexel Ltd. ACCO UK uno de los mayores fabricantes de productos de oficina del Reino Unido. En 2005, ACCO se escindió de Fortune Brands y, mediante la fusión con General Binding Corporation, se formó ACCO Brands. 
En 2012, ACCO Brands completó un acuerdo de 860 millones de dólares para combinarse con el negocio de productos de oficina y consumo de MeadWestvaco .  La transacción agregó marcas como Mead, Five Star, Trapper Keeper, AT-A-GLANCE, Cambridge, Day Runner, Hilroy, Tilibra y Grafons a la línea de productos de ACCO Brands. 
ACCO adquirió Esselte Group Holdings en 2017.
En marzo de 2020, la empresa solicitó una desgravación arancelaria de la Sección 301 para sus estaciones de acoplamiento para portátiles Kensington, que tenían aranceles del 25% debido a la guerra comercial entre China y Estados Unidos de Trump en 2018. La solicitud de ayuda de la compañía decía que las ventas habían aumentado un 200% y que eran necesarias para los trabajadores de la salud.  
ACCO adquirió el fabricante de periféricos para videojuegos PowerA en 2020. 